# Skvadron

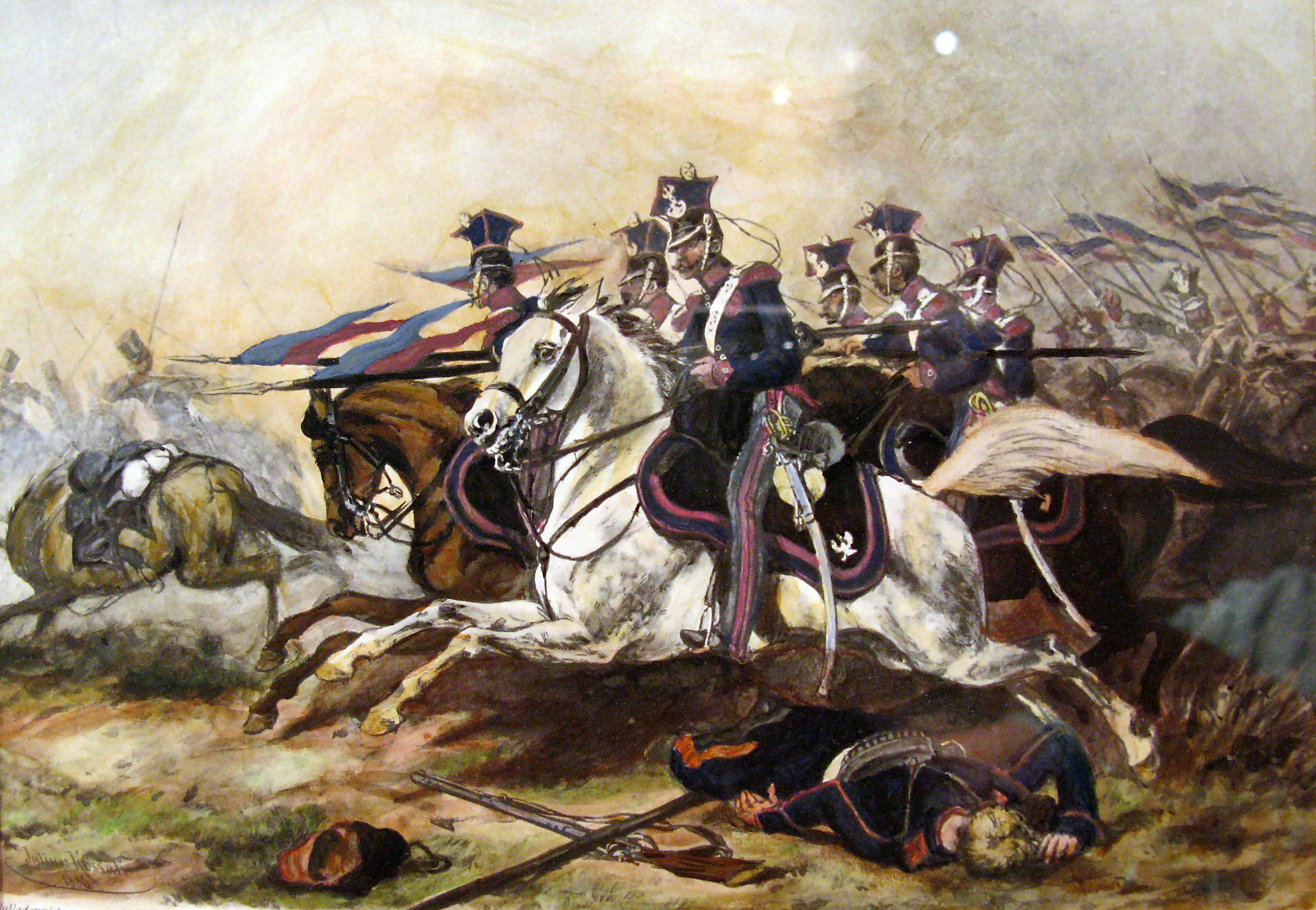
Polskt kavalleri 1830–31.

Skvadron är en beteckning på ett militärförband.
Inom Sveriges armé var skvadron då det först förekommer i början av 1600-talet beteckningen på en taktisk enhet av kavalleri eller infanteri. Inom infanteriet utbyttes beteckningen i slutet av 1600-talet mot bataljon. Kavalleriskvadronen fortsatte att fungera som en rent taktisk enhet och bestod vanligen av 2–4 kompanier. I slutet av 1700-talet blev skvadronen även den administrativa enheten, då kompaniindelningen inom kavalleriet upphörde. Strax efter andra världskriget hade ryttarskvadroner 200 man, indelade i ryttarplutoner och kulsprutetropp. Dessutom fanns cykelsvadroner, med organisation i likhet med ett skyttekompani.
Skvadronschefen var vanligtvis ryttmästare. Numer används skvadron för att beteckna kompanier i jägar- och militärpolisförband.
I Frankrike har skvadron (escadron) även använts inom trängen, och omfattade där fyra kompanier.
Även inom tyska armén har skvadron (Schwadron) använts som enhetsbeteckning inom trängregementena. Det etymologiskt liknande Geschwader är i tyska flygvapnet en större enhet, sammansatt av flera skvadroner, Staffeln.
Helikopterskvadron används i svenska försvarsmakten som beteckning på detachementen ur Helikopterflottiljen: första, andra samt tredje helikopterskvadronen. Storleken på respektive skvadron varierar och är mer en organisatorisk form än en mått på enhetens storlek. 
Transportflygskvadron används i svenska försvarsmakten som beteckning på ett av krigsförbanden i Flygvapnet (från 2021). Övriga liknande förband är Statsflygskvadronen och Specialflygskvadronen.

## Squadron
Inom utländska försvarsmakter kan den engelska termen squadron (förkortat som Sqn.) beteckna varierande typer av armé-, flyg- och marinförband av olika storlek. Inom NATO betecknar squadron ett flygförband motsvarande en flygdivision i svenska flygvapnet. I den amerikanska armén är squadron ett bataljonsförband i pansartrupperna och arméflyget. Skillnaden mot bataljoner är att en squadron är organiserad i troops i stället för kompanier och plutoner. I den brittiska armén är squadron ett kompaniförband sammansatt av enheter från olika truppslag, dvs en mindre motsvarighet till en battlegroup (Storbritannien) eller task force (USA). Sjömilitärt motsvarar en squadron fartyg (till exempel jagare eller ubåtar) en eskader. 
Ej att förväxla med beteckningen squad som i armésammanhang motsvarar grupp.